# Morales-Sanchez
Morales-Sanchez es un lugar designado por el censo (census-designated place, CDP) ubicado en el condado de Zapata, Texas, Estados Unidos. Según el censo de 2020, tiene una población de 46 habitantes.

## Geografía
Está ubicado en las coordenadas 26°47′15″N 99°6′53″O / 26.78750, -99.11472. Según la Oficina del Censo de los Estados Unidos, Morales-Sanchez tiene una superficie total de 3.64 km², correspondientes en su totalidad a tierra firme.

## Demografía
Según el censo de 2020, hay 46 personas residiendo en Morales-Sanchez. La densidad de población es de 12.64 hab./km². El 41.30% son blancos, el 4.35% son afroamericanos, el 6.52% son de otras razas y el 47.83% son de dos o más razas. Del total de la población, el 91.30% son hispanos o latinos de cualquier raza.